# Museo al aire libre de Parakou
El Museo al aire libre de Parakou (en francés: Musée en Plein Air de Parakou) es un museo situado a aproximadamente 1,5 km al sur del centro de la ciudad de Parakou, Benín, justo en los suburbios. El complejo del museo Consta de cinco círculos que representan la vivienda tradicional de los pueblos locales Batanou. El museo a partir de 2006 se encontraba en dificultades ya que carece de los fondos para su mantenimiento y pleno aprovechamiento.  El museo cobra una tarifa de entrada de 1500 franco CFA.